# Hans Otto Schön
Hans Otto Schön (* 26. Januar 1925; † 19. November 2018) war ein deutscher Geodät und Professor für Vermessungswesen an der Universität Essen.
Schön, der in Essen wohnte, starb am 19. November 2018 und wurde am 15. Dezember 2018 auf dem Friedhof St. Markus in Essen, Ortsteil Bredeney, beigesetzt.

## Schriften
- Einführung in die Reproduktionstechnik, Verlag für Wirtschaft und Verwaltung Hubert Wingen, Essen 1966